# Friedrich von Bothmer (General)
Friedrich Ludwig Carl Ernst Graf von Bothmer (* 11. September 1805 in München; † 29. Juli 1886 ebenda) war ein bayerischer General der Infanterie.

## Leben

### Familie
Friedrich entstammte dem Adelsgeschlecht Bothmer. Er war der zweite Sohn des Ministers am kurpfälzischen Hof Karl Graf von Bothmer (1770–1845) und dessen Ehefrau Antoinette, geborene Freiin von Hanstein (1782–1826). Der fünfte Majoratsherr auf Schloss Bothmer, Felix Gottlob Graf von Bothmer (1804–1876), der Konsul Hippolyt von Bothmer (1812–1891) und der bayerische General Maximilian von Bothmer (1816–1878) waren seine Brüder.
Am 17. August 1852 heiratete er seine erste Frau Adelheid Freiin von Stralenheim (1832–1855) und am 6. Oktober 1874 seine zweite Frau Elise Halberstadt (1832–1908). Aus der ersten Ehe ging eine Tochter hervor:
- Marie (1853–1922) ⚭ 1874 Hugo Freiherr Zobel von Giebelstadt (1845–1925)

### Militärkarriere
Bothmer absolvierte das Kadettenkorps und die Pagerie. Nach seinem Gymnasialabschluss 1825 am (heutigen) Wilhelmsgymnasium München studierte er in Würzburg, wo er sich dem Corps Franconia anschloss. Anschließend trat er 1827 als Junker in das 2. Artillerie-Regiment der Bayerischen Armee ein, nahm aber bereits 1833 als Unterleutnant seinen Abschied, um in die Dienste des Wittelsbacher Königs Otto I. von Griechenland zu treten. Nach sechs Monaten Dienstzeit wurde er dort zum Hauptmann befördert und zeichnete sich in mehreren Gefechten gegen die aufrührerischen Messenier und Mainoten aus. Nach achtjährigem Aufenthalt wurde Bothmer als Oberleutnant wieder in der Bayerischen Armee angestellt und versah seinen Dienst im 1. Feldartillerie-Regiment. Hier wurde er 1847 zum Hauptmann II. Klasse befördert und 1848 Adjutant des Feldmarschalls Prinz Karl von Bayern.
Bis 1866 brachte Bothmer es zum Generalmajor und Kommandant der Bundesfestung Ulm, als er während des Krieges gegen Preußen die Artilleriereserve in den Mainfeldzug führte. In dieser Stellung nahm er unter anderem an den Gefechten bei Kaltennordheim und Kissingen teil.
1869 folgte seine Beförderung zum Generalleutnant und die Ernennung zum Kommandeur der 4. Division. Mit diesem Großverband überschritt Bothmer 1870 im Deutsch-Französischen Krieg zuerst die französische Grenze und hatte bei Weißenburg die Vorhut der deutschen III. Armee. Durch seine exzellente Führung bei Wörth, Sedan und vor Paris konnte er die Erfolge in wirksamer Weise vorbereiten, besonders gegenüber den französischen Ausfällen am 13. Oktober und 29. November 1870.
Nach dem Krieg wurde Bothmer 1873 Inspekteur der Artillerie und des Trains. 1875 wurde er Inhaber des 1. Fußartillerie-Regiments und zwei Jahre später erhielt Bothmer die Beförderung zum General der Infanterie. 1879 regte er bei Kriegsminister Maillinger die Gründung des Bayerischen Armeemuseums an.
Nachdem 1883 sein Abschiedsgesuch angenommen wurde, lebte er bis zu seinem Tod zurückgezogen in seiner Heimatstadt München.